# 류보비 부르다
류보비 빅토로브나 부르다(러시아어: Любо́вь Ви́кторовна Бурда́, 1953년 4월 11일 ~ )는 소비에트 연방의 은퇴한 체조 선수이다.
보로네시에서 태어나 1970년 류블랴나에서 열린 세계 선수권 대회에 나가 소비에트 연방 팀의 단체 종목을 우승하였고, 개인적으로는 뜀틀 종목에서 동료 류드밀라 투리셰바와 공동으로 동메달을 획득하였다.
1968년과 1972년 하계 올림픽에서 단체전 2연패를 거두었다. 뮌헨 올림픽 개인 종목에서는 개인 종합 5위, 뜀틀 4위, 마루 운동에서 5위(동독의 앙겔리카 헬만과 공동)를 하였다.
니콜라이 안드리아노프와 결혼하였으며, 2001년 국제 체조 연맹 명예의 전당에 헌액되었다.